# SMAP 003
Albums de SMAP
SMAP 002
(1992) SMAP 004
(1993)
Singles
1. Makeru na Baby! ~Never give up
Sortie : 8 juillet 1992

SMAP 003 est le troisième album studio du groupe masculin japonais SMAP.

## Détails
L'album sort le 1er janvier 1993 sous le label Victor Entertainment et comprend un photobook avec les détails et paroles des chansons et des photos de chaque membre du groupe. Il contient aussi le single Makeru na Baby! ~Never give up sorti le 8 juillet 1992 qui figure dans cet album comme dernière piste en version remixée.
Il est aussi le premier album à comprendre seulement 10 chansons avant l'album SMAP 009 sorti en 1996.
Il atteint la 3e place des ventes de l'Oricon.

## Formation
- Masahiro Nakai (leader; chant principal)
- Takuya Kimura (chant secondaire; chœurs)
- Goro Inagaki (chœurs)
- Tsuyoshi Kusanagi (chœurs)
- Shingo Katori (chœurs)
- Katsuyuki Mori (chant secondaire; chœurs)

## Liste des titres
| 1.  | The Theme of 003                                                         | 4:12 |
| 2.  | Scarface Groove                                                          | 4:37 |
| 3.  | Ima Sugu Tenki ni Shite wo Kure (いますぐ天気にしておくれ)               |      |
| 4.  | Happy Birthday                                                           | 5:00 |
| 5.  | Cry                                                                      |      |
| 6.  | Iwanakya Wakaranai (言わなきゃわからない)                                | 4:34 |
| 7.  | Futari no Love Train (二人のLove Train)                                  | 5:04 |
| 8.  | Umakuikanai (うまくいかない)                                             |      |
| 9.  | Kanashikute Nemurenai (悲しくて眠れない)                                 | 5:29 |
| 10. | Makeru na Baby! ~Never give up (3×3 MIX) (負けるなBaby! 〜Never give up) |      |